# (10978) Bärbchen
(10978) Bärbchen (4095 T-2) – planetoida z pasa głównego asteroid okrążająca Słońce w ciągu 5,45 lat w średniej odległości 3,10 j.a. Odkryła ją 29 września 1973 roku trójka holenderskich astronomów – Cornelis Johannes van Houten, Ingrid van Houten-Groeneveld i Tom Gehrels.
Bärbchen jest zdrobnieniem imienia Barbara dla uczczenia Barbary Börngen (1934-2010), żony astronoma Freimuta Börngena.